# لینکلن کانتیننتال مارک چهار
لینکلن کونتیننتال مارک چهار (به انگلیسی: Lincoln Continental Mark IV) خودرویی است که در سال‌های ۱۹۷۲ تا ۱۹۷۶ تولید شده‌است.
طراحی آن موتور جلو-محور عقب است. سیستم جعبه‌دندهٔ آن ۳ دنده به صورت خودکار است.

## نگارخانه

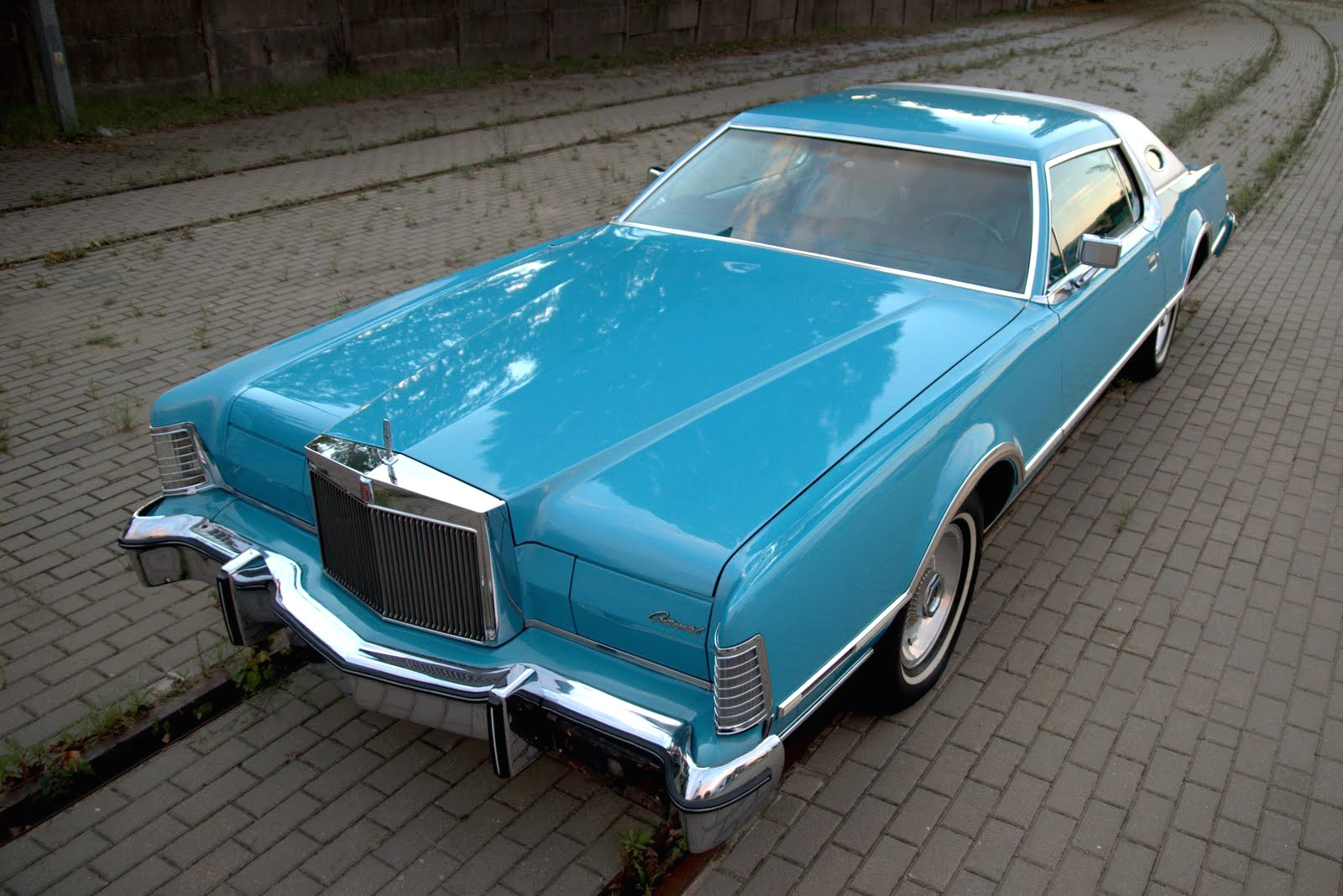
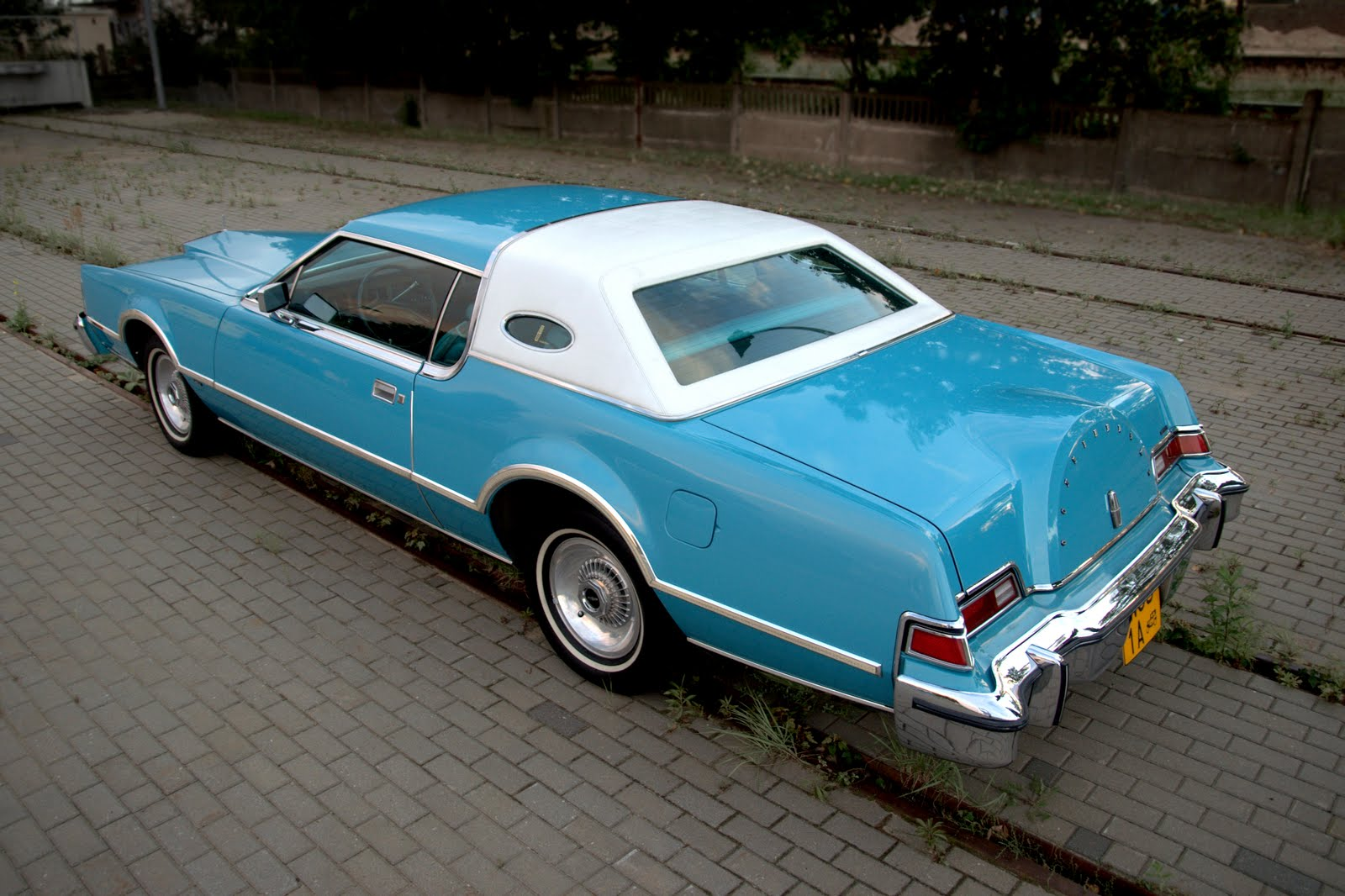